# Ophiodon elongatus
Ophiodon elongatus is een straalvinnige vis uit de familie van groenlingen (Hexagrammidae), orde van schorpioenvisachtigen (Scorpaeniformes). De vis kan een lengte bereiken van 152 cm.

## Leefomgeving
Ophiodon elongatus is een zoutwatervis die voorkomt in gematigde wateren in het noordoosten van de Grote Oceaan op een diepte van 0 tot 475 meter.

## Relatie tot de mens
Ophiodon elongatus is voor de visserij van aanzienlijk commercieel belang. In de hengelsport wordt er weinig op de vis gejaagd.
Voor de mens kan Ophiodon elongatus gevaarlijk zijn vanwege verwondingen door beten.